# La Fonda (Castelló d'Empúries)
La Fonda és una llacuna litoral, localitzada al municipi de Castelló d'Empúries, que antigament formava part de la comunicació de desguàs de l'antic estany de Sant Pere amb el mar. Actualment està formada per una llacuna principal i diverses de menors.
Gairebé tots els hàbitats d'aquest espai, que destaca pel seu estat de conservació i per la diversitat d'ambients que allotja, són d'interès comunitari, alguns amb caràcter prioritari, com per exemple els fons submergits i les aigües somes de la llacuna pròpiament dita (hàbitat d'interès comunitari prioritari, codi 1150*). A les ribes dominen àmpliament les jonqueres halòfiles (hàbitat d'interès comunitari, codi 1410) i els salicornars (hàbitat d'interès comunitari, codi 1420).

A la platja, finalment, es localitzen dunes de diferents tipus: dunes litorals fixades amb comunitats del Crucianellion maritimae i dunes movents del cordó litoral amb borró (Ammophila arenaria) (hàbitats d'interès comunitari, codis 2210 i 2120, respectivament).
L'espai presenta diverses figures de protecció. Forma part del Parc Natural dels Aiguamolls de l'Empordà i s'inclou
també dins l'espai del PEIN i la Xarxa Natura 2000 ES0000019 Aiguamolls de l'Empordà. A més, pertany a la Reserva natural integral II, de "Les Llaunes".